# Štadión Tatran
Das Štadión Tatran war ein Fußballstadion in der slowakischen Stadt Prešov. Es war bis 2020 die Heimspielstätte des Fußballvereins 1. FC Tatran Prešov.

## Geschichte
Das Stadion soll nach der Website des Vereins das älteste Stadion der Slowakei sein. Die Stadt hat 1899 dem Verein eine Wiese mit einer Fläche von 8.000 quadratischen Klafter (österreichisch) geschenkt. Im Bereich von Mlynský jarok wurden erst die Spielerkabinen und das Klubhaus gebaut, im Jahr 1907 die hölzerne Tribüne für 400 Zuschauer. Ab 1926 war der Spielplatz eingezäunt. Während des Zweiten Weltkrieges haben die deutschen Truppen die Fläche als Parkplatz genutzt.
Nach dem Ende des Krieges fand man drei Krater auf dem Spielplatz und die Holztribüne war abgebrannt. Noch 1945 wurde der Spielplatz spielbar gemacht. Ein Jahr später ist das Spielfeld erneut eingezäunt worden und der Bau einer Tribüne mit 1500 Zuschauern wurde begonnen. Zwei weitere Seitentribünen mit 1520 Plätzen sind 1947 fertiggestellt worden. Nach dem Umbau 1974 hat das Stadion eine Kapazität von 7900 Plätzen gehabt, darunter gab es 2000 Sitzplätze. 2009 wurden die Stehplätze komplett in Sitzplätze umgewandelt, die Kapazität lag bei 5410 Zuschauern. Ein Jahr später ist ein Kameraüberwachungssystem installiert worden. Das Spielfeld ist 105 m lang und 68 m breit. Die Beleuchtungsstärke der Flutlichtanlage beträgt 1200 Lux. 2008 gab es die ersten fertigen Pläne zum Bau eines neuen Stadions mit 12.000 Zuschauern für etwa 23 Millionen Euro.
Das Stadion sollte bis zum Sommer 2018 in ein modernes Fußballstadion umgebaut werden. Währenddessen hätte der 1. FC Tatran Prešov seine Spiele im Fußballstadion des NTC Poprad (Národné tréningové centrum Poprad, deutsch Nationales Trainingszentrum Poprad) ausgetragen.
Im Januar 2018 begann der Abriss des Stadions. Bis zur zweiten Jahreshälfte 2019 sollte ein Neubau errichtet sein. Nach dem Zuschlag für die Slowakei zur U-21-Fußball-Europameisterschaft 2025 wurde am 18. Juli 2023 der Grundstein für den Bau der Futbal Tatran Aréna gelegt. Anfang Mai 2025 wurde die neue Spielstätte mit 6500 Plätzen für 24,4 Mio. Euro eröffnet.